# Berliner Fußballclub Dynamo 1985-1986
La pagina raccoglie i dati riguardanti la Dinamo Berlino nelle competizioni ufficiali della stagione 1985-1986.

## Stagione
Nella stagione 1985-86 la Dinamo Berlino vinse il suo ottavo titolo consecutivo. Determinante per il risultato fu un controverso pareggio nel big match contro il Lokomotiv Lipsia, conclusosi sull'1-1 grazie a un rigore segnato da Frank Pastor e concesso a tempo di recupero abbondantemente scaduto. Tale episodio, definito dalla stampa il rigore della vergogna di Lipsia, suscitò moti di protesta da parte di tutti i tifosi della Germania Est.

## Maglie e sponsor

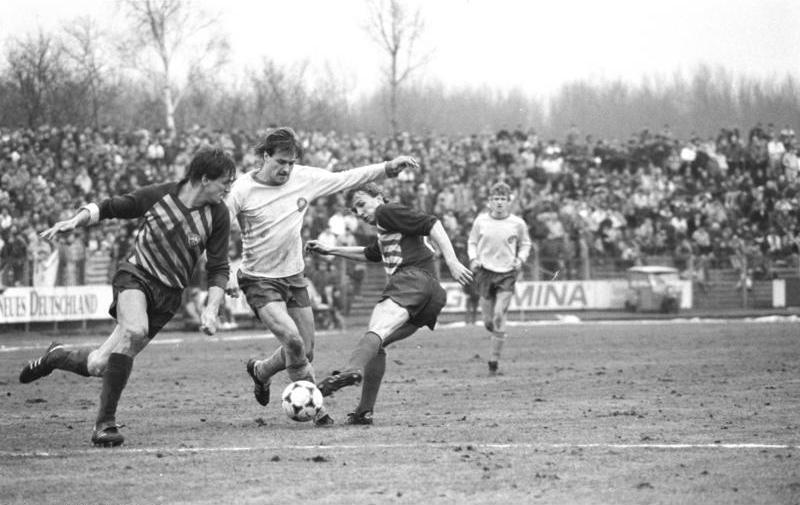
Fase di gioco del controverso incontro tra Dinamo Berlino e Lokomotiv Lipsia del 22 marzo 1986: in quell'occasione la Dinamo Berlino si presenta con una versione inedita della propria divisa.

Le tradizionali divise della Dinamo Berlino (maglia amaranto per le partite in casa e bianca con striscia verticale bianca per le trasferte) vengono confermate anche per la stagione 1985-86, ma a esse viene affiancato un nuovo completo, interamente amaranto, caratterizzato dalla presenza di strisce oblique chiare sulla maglia.
| Casa | Trasferta |

## Organigramma societario
Area direttiva:
- Presidente:  Erich Mielke

Area tecnica:
- Allenatore:  Jürgen Bogs

## Rosa
| N. |                         | Ruolo | Calciatore        |
| -- | ----------------------- | ----- | ----------------- |
|    | Germania Est (bandiera) | P     | Bodo Rudwaleit    |
|    | Germania Est (bandiera) | P     | Marco Kostmann    |
|    | Germania Est (bandiera) | D     | Heiko Brestrich   |
|    | Germania Est (bandiera) | D     | Waldemar Ksienzyk |
|    | Germania Est (bandiera) | D     | Mario Maek        |
|    | Germania Est (bandiera) | D     | Andreas Rath      |
|    | Germania Est (bandiera) | D     | Frank Rohde       |
|    | Germania Est (bandiera) | D     | Bernd Schulz      |
|    | Germania Est (bandiera) | D     | Artur Ullrich     |
|    | Germania Est (bandiera) | C     | Christian Backs   |
|    | Germania Est (bandiera) | C     | Jörg Fügner       |
|    | Germania Est (bandiera) | C     | Thomas Grether    |

| N. |                         | Ruolo | Calciatore       |
| -- | ----------------------- | ----- | ---------------- |
|    | Germania Est (bandiera) | C     | Eike Küttner     |
|    | Germania Est (bandiera) | C     | Michael Schulz   |
|    | Germania Est (bandiera) | C     | Frank Terletzki  |
|    | Germania Est (bandiera) | C     | Norbert Trieloff |
|    | Germania Est (bandiera) | C     | Rainer Troppa    |
|    | Germania Est (bandiera) | A     | Rainer Ernst     |
|    | Germania Est (bandiera) | A     | Olaf Hirsch      |
|    | Germania Est (bandiera) | A     | Peter Kaehlitz   |
|    | Germania Est (bandiera) | A     | Jan Voß          |
|    | Germania Est (bandiera) | A     | Frank Pastor     |
|    | Germania Est (bandiera) | A     | Andreas Thom     |

## Risultati

### Coppa della Germania Est
|  | Armaturen Prenzlau | 0 – 8 | BFC Dynamo |  |

|  | Motor Suhl | 2 – 3 | BFC Dynamo |  |

|  | Dinamo Berlino | 2 – 0 | Rot-Weiß Erfurt |  |

|  | Rot-Weiss Erfurt | 2 – 2 (d.t.s.) | BFC Dynamo |  |

|  | Dinamo Berlino | 5 – 1 | Hansa Rostock |  |

|  | Hansa Rostock | 2 – 3 | BFC Dynamo |  |

|  | Dinamo Berlino | 4 – 2 | Lokomotive Lipsia |  |

|  | Lokomotive Lipsia | 3 – 1 | BFC Dynamo |  |

### Coppa dei Campioni[3]
| Arbitro: | v. Langenhove |

|  |           |                               |
|  | Marcatori | 4’ (aut.) Ullrich 12’ Polster |

| Arbitro: | Wurtz |

|                             |           |            |
| Nyilasi 60’ Steinkogler 82’ | Marcatori | 90’ Schulz |

## Statistiche

### Statistiche di squadra
| Competizione       | Punti | In casa | In casa | In casa | In casa | In casa | In casa | In trasferta | In trasferta | In trasferta | In trasferta | In trasferta | In trasferta | Totale | Totale | Totale | Totale | Totale | Totale | DR  |
| Competizione       | Punti | G       | V       | N       | P       | Gf      | Gs      | G            | V            | N            | P            | Gf           | Gs           | G      | V      | N      | P      | Gf     | Gs     | DR  |
| ------------------ | ----- | ------- | ------- | ------- | ------- | ------- | ------- | ------------ | ------------ | ------------ | ------------ | ------------ | ------------ | ------ | ------ | ------ | ------ | ------ | ------ | --- |
| DDR-Oberliga       | 34    | 13      | 9       | 4       | 0       | 31      | 12      | 13           | 3            | 6            | 4            | 15           | 12           | 26     | 12     | 10     | 4      | 46     | 31     | +15 |
| FDGB Pokal         | -     | 3       | 3       | 0       | 0       | 11      | 3       | 5            | 3            | 1            | 1            | 17           | 9            | 8      | 6      | 1      | 1      | 28     | 12     | +16 |
| Coppa dei Campioni | -     | 1       | 0       | 0       | 1       | 0       | 2       | 1            | 0            | 0            | 1            | 1            | 2            | 2      | 0      | 0      | 2      | 1      | 4      | -3  |
| Totale             | -     | 17      | 12      | 4       | 1       | 42      | 17      | 19           | 6            | 7            | 6            | 33           | 23           | 36     | 18     | 11     | 7      | 75     | 47     | +28 |

### Statistiche dei giocatori
| Giocatore | DDR-Oberliga | DDR-Oberliga | FDGB Pokal | FDGB Pokal | Coppa dei Campioni | Coppa dei Campioni | Totale   | Totale |
| Giocatore | Presenze     | Reti         | Presenze   | Reti       | Presenze           | Reti               | Presenze | Reti   |
| --------- | ------------ | ------------ | ---------- | ---------- | ------------------ | ------------------ | -------- | ------ |
| Backs     | 19           | 1            | ?          | ?          | ?                  | ?                  | 19+      | 1+     |
| Brestrich | 12           | 2            | ?          | ?          | ?                  | ?                  | 12+      | 2+     |
| Ernst     | 21           | 7            | ?          | ?          | ?                  | ?                  | 21+      | 7+     |
| Fügner    | 12           | 2            | ?          | ?          | ?                  | ?                  | 12+      | 2+     |
| Grether   | 9            | ?            | ?          | ?          | ?                  | ?                  | 9+       | ?      |
| Hirsch    | 4            | ?            | ?          | ?          | ?                  | ?                  | 4+       | ?      |
| Kaehlitz  | 7            | ?            | ?          | ?          | ?                  | ?                  | 7+       | ?      |
| Ksienzyk  | 25           | ?            | ?          | ?          | ?                  | ?                  | 25+      | ?      |
| Küttner   | 23           | 5            | ?          | ?          | ?                  | ?                  | 23+      | 5+     |
| Maek      | 11           | ?            | ?          | ?          | ?                  | ?                  | 11+      | ?      |
| Pastor    | 24           | 11           | ?          | ?          | ?                  | ?                  | 24+      | 11+    |
| Rath      | 1            | ?            | ?          | ?          | ?                  | ?                  | 1+       | ?      |
| Rohde     | 26           | ?            | ?          | ?          | ?                  | ?                  | 26+      | ?      |
| Rudwaleit | 26           | ?            | ?          | ?          | ?                  | ?                  | 26+      | ?      |
| B. Schulz | 25           | 4            | ?          | ?          | ?                  | ?                  | 25+      | 4+     |
| M. Schulz | 13           | 2            | ?          | ?          | ?                  | ?                  | 13+      | 2+     |
| Terletzki | 16           | ?            | ?          | ?          | ?                  | ?                  | 16+      | ?      |
| A. Thom   | 26           | 10           | ?          | ?          | ?                  | ?                  | 26+      | 10+    |
| Trieloff  | 17           | 1            | ?          | ?          | ?                  | ?                  | 17+      | 1+     |
| Troppa    | 3            | ?            | ?          | ?          | ?                  | ?                  | 3+       | ?      |
| Ullrich   | 4            | ?            | ?          | ?          | ?                  | ?                  | 4+       | ?      |
| Voß       | 4            | ?            | ?          | ?          | ?                  | ?                  | 4+       | ?      |